# مسجد کچاوا
مسجد کچاوا (عربی: جامع کتشاوة ,Djamaa Ketchaoua) مسجدی در شهر الجزیره، پایتخت الجزایر است. این بنا در زمان حکومت عثمانی‌ها در قرن هفدهم ساخته شد و در پای قصبه الجزیره قرار دارد که در فهرست میراث جهانی یونسکو قرار دارد. این مسجد در اولین پله از پلکان‌های شیب دار قصبه قرار دارد و از نظر لجستیکی و نمادین شبیه شهر قبل از استعمار الجزایر بود. این مسجد به دلیل تلفیقی منحصر به فرد از معماری موری و بیزانسی مورد توجه است.
این مسجد در ابتدا در سال ۱۶۱۲ ساخته شد. بعدها، در سال ۱۸۴۵، در زمان حکومت فرانسه، به کلیسای جامع سنت فیلیپ تبدیل شد، که تا سال ۱۹۶۲ باقی ماند. مسجد قدیمی بین سال‌های ۱۸۴۵ تا ۱۸۶۰ تخریب شد و کلیسای جدیدی ساخته شد. در سال ۱۹۶۲ به مسجد تبدیل شد. علی‌رغم این انتقال‌ها بر دو مذهب مختلف در تقریباً چهار قرن اخیر، مسجد عظمت اولیه خود را حفظ کرده و یکی از جاذبه‌های اصلی الجزایر است.

## جغرافیا
مسجد کچاوا در شهر تاریخی الجزایر واقع شده‌است که در قسمت جنوبی شهر واقع شده‌است. این مسجد تقریباً در ۲۵۰ متری شرق مسجد جاما الکبیر واقع در نزدیکی کاخ اسقف اعظم الجزایر و کتابخانه ملی الجزایر واقع شده‌است. این مسجد که در زمان امپراتوری عثمانی ساخته شد، زمانی در مرکز شهر قرار داشت. موقعیت استراتژیک آن، ایستاده بر روی اولین پلکان کازبا که به پنج دروازه شهر در منطقه اشرافی منتهی می‌شد که در آن افراد ثروتمند و اعضای خانواده سلطنتی مشهور سلطنت عثمانی، شهرت سیاسی و دیگر بزرگان تجاری ثروتمند زندگی می‌کردند. در محل ایکوزیوم ساخته شد. محل استقرار اولیه فنیقی‌ها در گذشته در محل مسجد وجود داشته‌است.

## تاریخ
قصبه (به معنی قلعه)، در کنار ساحل دریای مدیترانه، نوع منحصر به فردی از مدینه یا شهر اسلامی است که قبل از ساخت مسجد کچاوا در مرکز آن ساخته شده‌است. این شهر مشرف به جزایری است که در قرن ششم قبل از میلاد یک پست تجاری کارتاژینی ایجاد شد، اما شهر الجزایر تنها در قرن دهم توسط زیریدها تأسیس شد. در طی چندین قرن بعد حکومت پی در پی بربرها، رومی‌ها، بیزانسی‌ها، اعراب و اسپانیایی‌ها تأثیر خود را بر جای گذاشت.

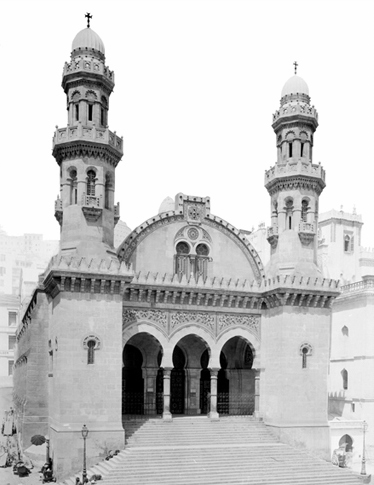
کلیسای جامع سنت فیلیپ، ۱۹۰۵

تاریخچه مسجد کچاوا بخشی جدایی ناپذیر از تاریخ باستانی قصبه است که به دلیل میراث فرهنگی آن در فهرست میراث جهانی یونسکو به رسمیت شناخته شده‌است. این مسجد در زمان حکومت عثمانی (قرن ۱۶ و ۱۷) در مرکز قصبه ساخته شد. محل دقیق آن در مرکز شهر و در تقاطع جاده‌هایی از کصبه پایین منتهی به پنج دروازه شهر الجزایر بود. اشاره تأیید نشده‌ای از مسجد در قرن چهاردهم انجام شده‌است، اما تأیید شده‌است «سند محضری» تاریخ آن را به ۱۶۱۲ می‌رساند. با این حال، توسط حسن پاشا بر اساس یک کتیبه یادبود در اواخر قرن هجدهم بازسازی شد، زمانی که به عنوان ساختاری با «زیبایی بی‌نظیر» تجلیل شد. در سال ۱۸۳۲، این مسجد به کلیسای جامعی به نام «St. کلیسای جامع فیلیپ» توسط فرانسوی‌ها. در سال ۱۸۳۸، پس از فتح شهر کنستانتین الجزایر توسط فرانسه، مارشال سیلوین چارلز واله یک صلیب بر بالای کلیسای جامع نصب کرد. بین سال‌های ۱۸۴۵ و ۱۸۶۰ مسجد قدیمی تخریب شد و یک کلیسای جدید. پس از آزادسازی الجزایر از سلطه فرانسه، بازگرداندن کلیسای جامع به عنوان مسجد کچاوا در سال ۱۹۶۲ به عنوان «اهمیت مذهبی و فرهنگی قابل توجهی» تلقی می‌شود و به خوبی گواه تاریخچه «این مسجد تبدیل به کلیسای جامع شد» است. وقف مجدد کلیسای جامع به مسجد در اولین سال پس از استقلال الجزایر، در مراسمی رسمی به ریاست توفیق المدنی، وزیر بنادر، که در میدان بن بدیس (پیش از آن) برگزار شد، انجام شد. این رویداد همچنین به عنوان «همبستگی برای تسخیر مجدد اصالت الجزایر به عنوان نماد عالی بازیابی یکپارچگی ملت» توصیف شده‌است.
به غیر از مسجد کچاوا، بقایای ارگ، مساجد قدیمی دیگر و کاخ‌هایی به سبک عثمانی و همچنین بقایای یک ساختار شهری سنتی وجود دارد.

## معماری

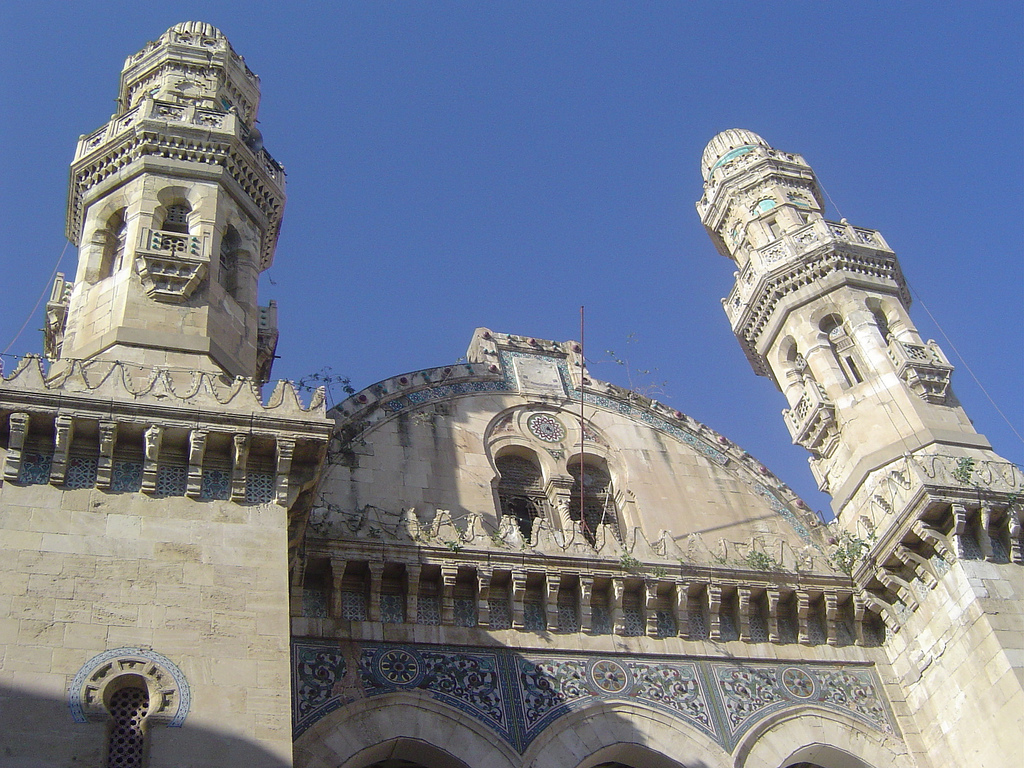
مسجد کچاوا

ورودی اصلی مسجد از طریق یک پرواز ۲۳ پله ای است. در ورودی، رواقی تزیینی وجود دارد که چهار ستون مرمری سیاه رگه‌دار آن را نگه می‌دارد. در داخل مسجد طاق‌هایی وجود دارد که با ستون‌های مرمر سفید ساخته شده‌اند. زیبایی حجره‌ها، مناره‌ها و سقف‌های مسجد با گچ‌کاری‌های مشخص موریانه برجسته شده‌است. مسجد مشرف به میدان عمومی در Casbah، با دریا در مقابل است. دارای دو مناره هشت ضلعی در کنار ورودی با طراحی و تزئینات بیزانسی و موری است. بسیاری از ستون‌های مرمر سفید متعلق به مسجد اصلی است. مقبره ای با بقایای سان جرونیمو در یکی از اتاق‌های مسجد وجود دارد.

## مرمت

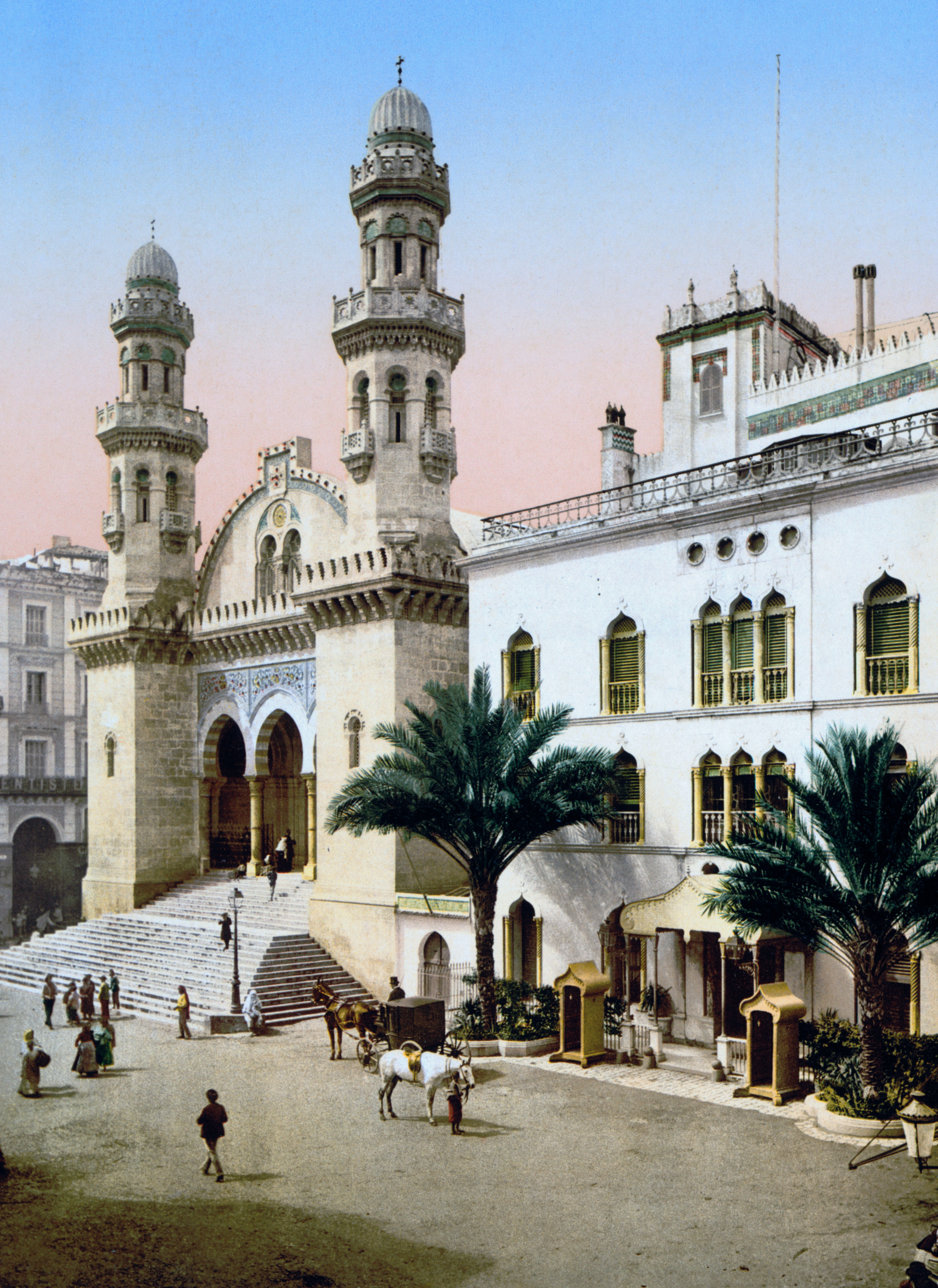
در زمان حکومت فرانسه، در سال ۱۸۹۹م

در سال ۲۰۰۹، اداره میراث الجزایر بهسازی مناره‌های هشت ضلعی، طاق مرکزی فاسیای اصلی و پلکان کناری مسجد را آغاز کرد. برنامه‌ریزی شده بود که طی یک برنامه ۱۲ ماهه تکمیل شوند. با مرمت مناره مسجد کچاوا که در آستانه ریزش جزئی قرار داشت، طرح‌هایی برای اجرا در سه مرحله از جمله مرمت خود کصبه به صورت کلی تر تدوین شد. این طرح که در سپتامبر ۲۰۰۸ راه اندازی شد، بازسازی چندین مسجد در الجزایر قدیم و تبدیل تعدادی از خانه‌ها به کتابخانه با هزینه اولیه ۳۰۰ میلیون دینار الجزایر را پوشش می‌دهد.

## عکس‌ها

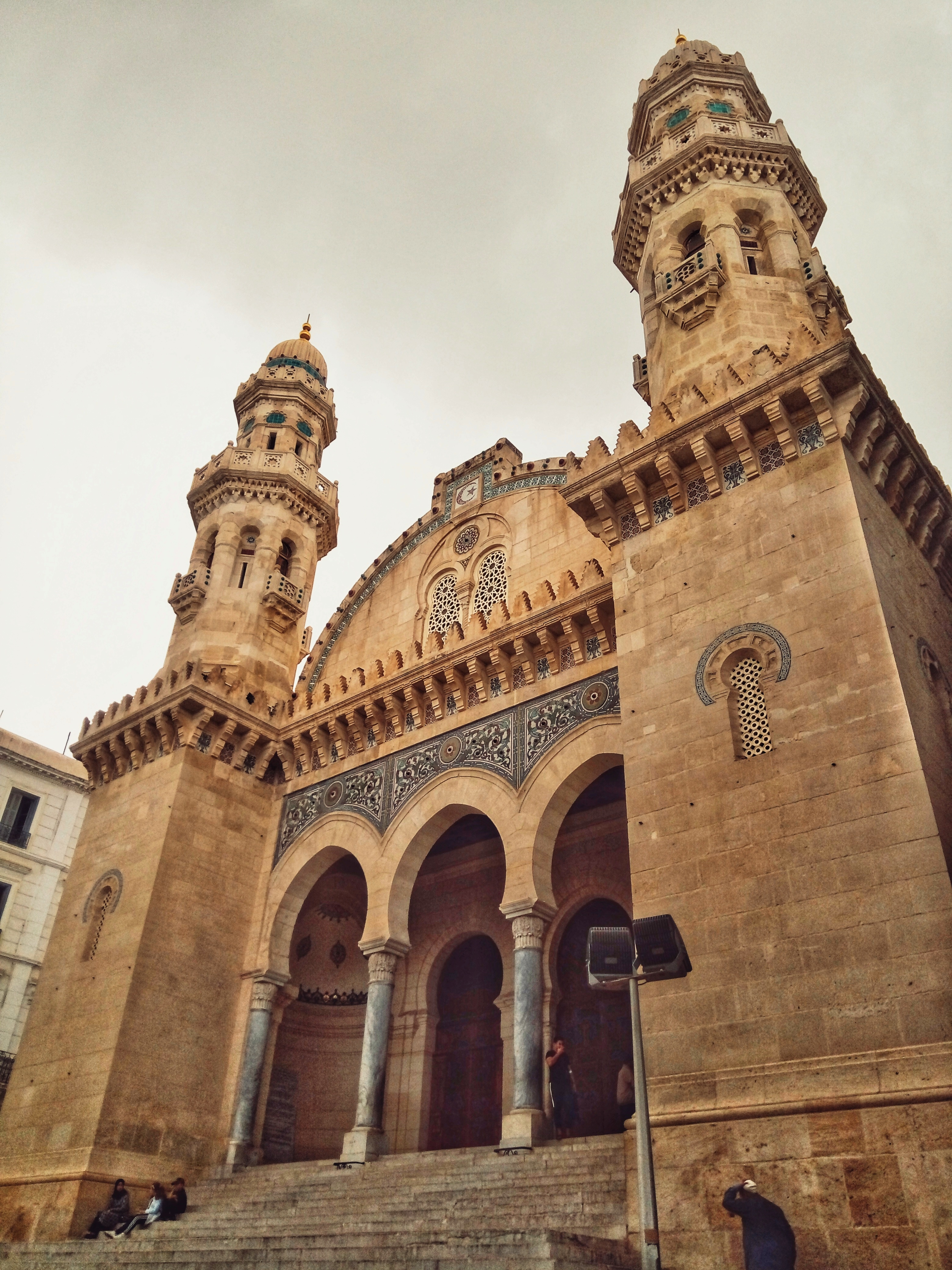
مسجد کچاوا از بیرون
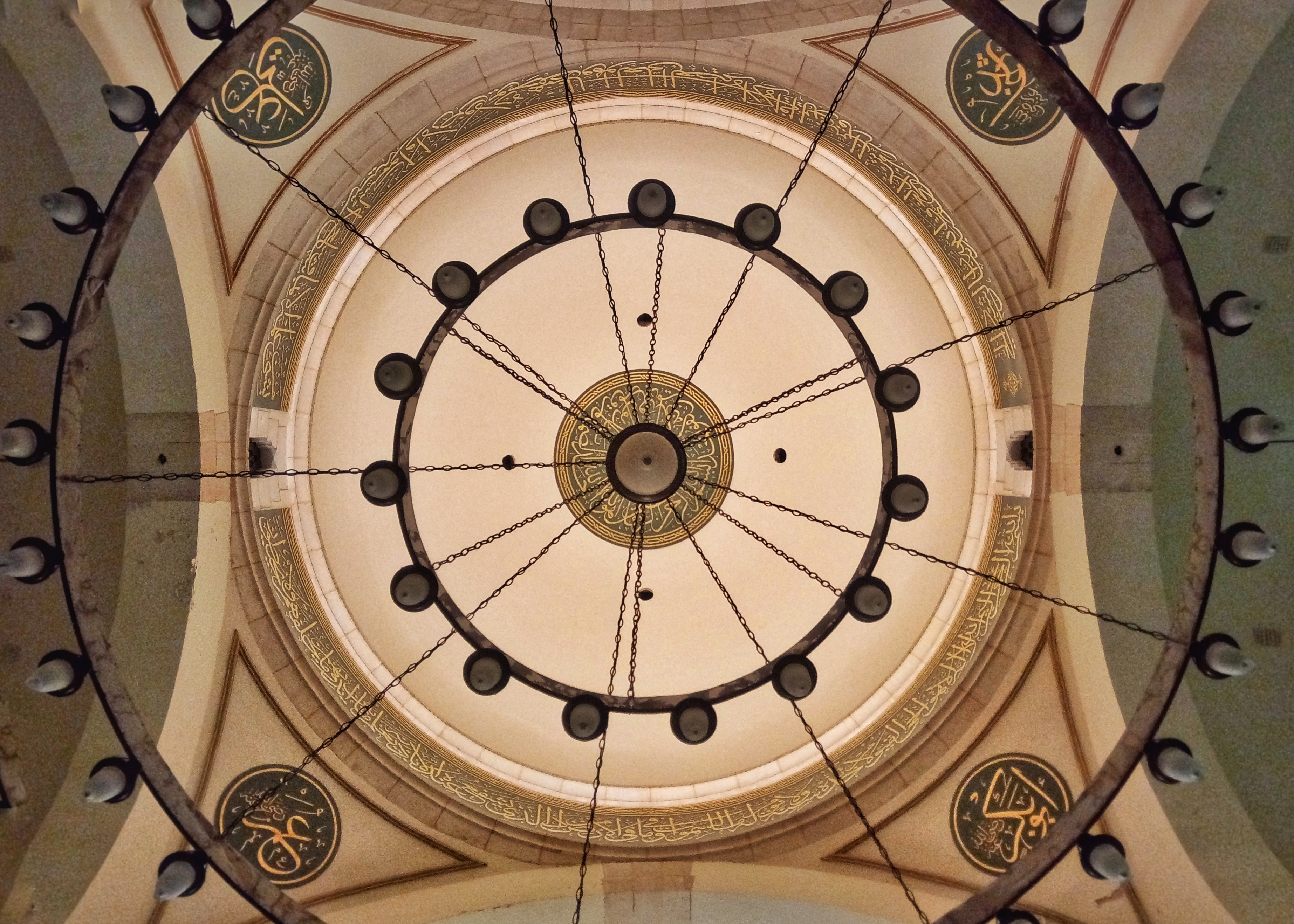
نمای داخل گنبد مسجد کچاوا
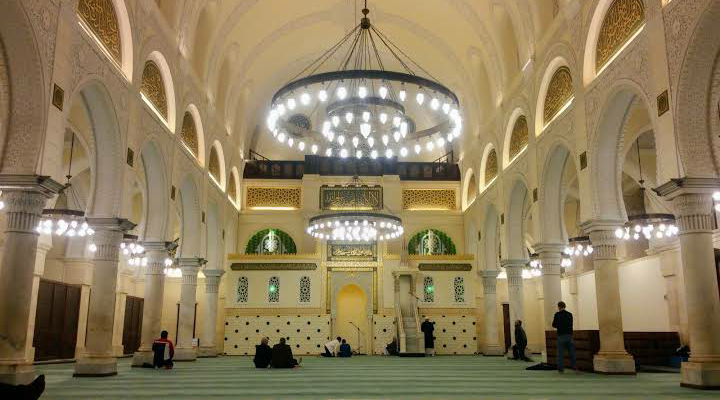
داخل مسجد کچاوا
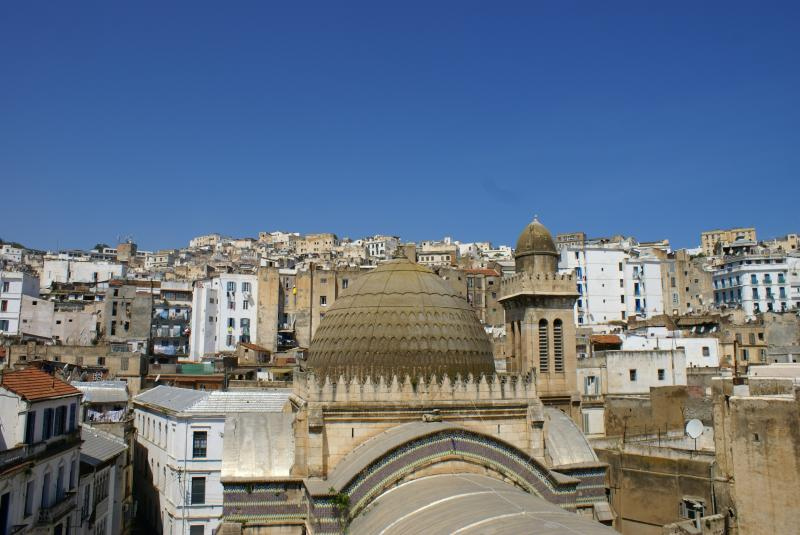
گنبد مسجد کچاوا
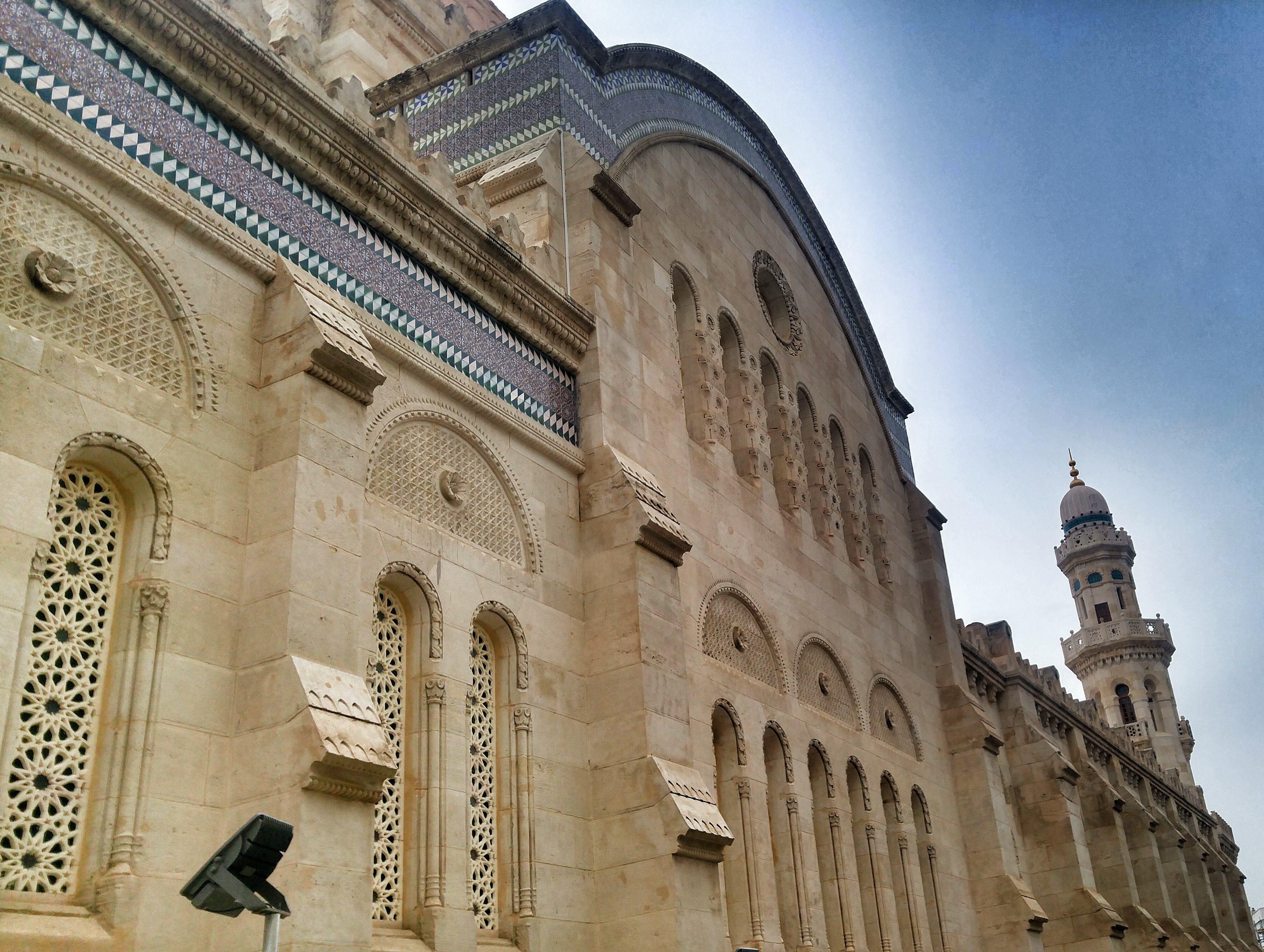
دیوار جانبی مسجد کچاوا
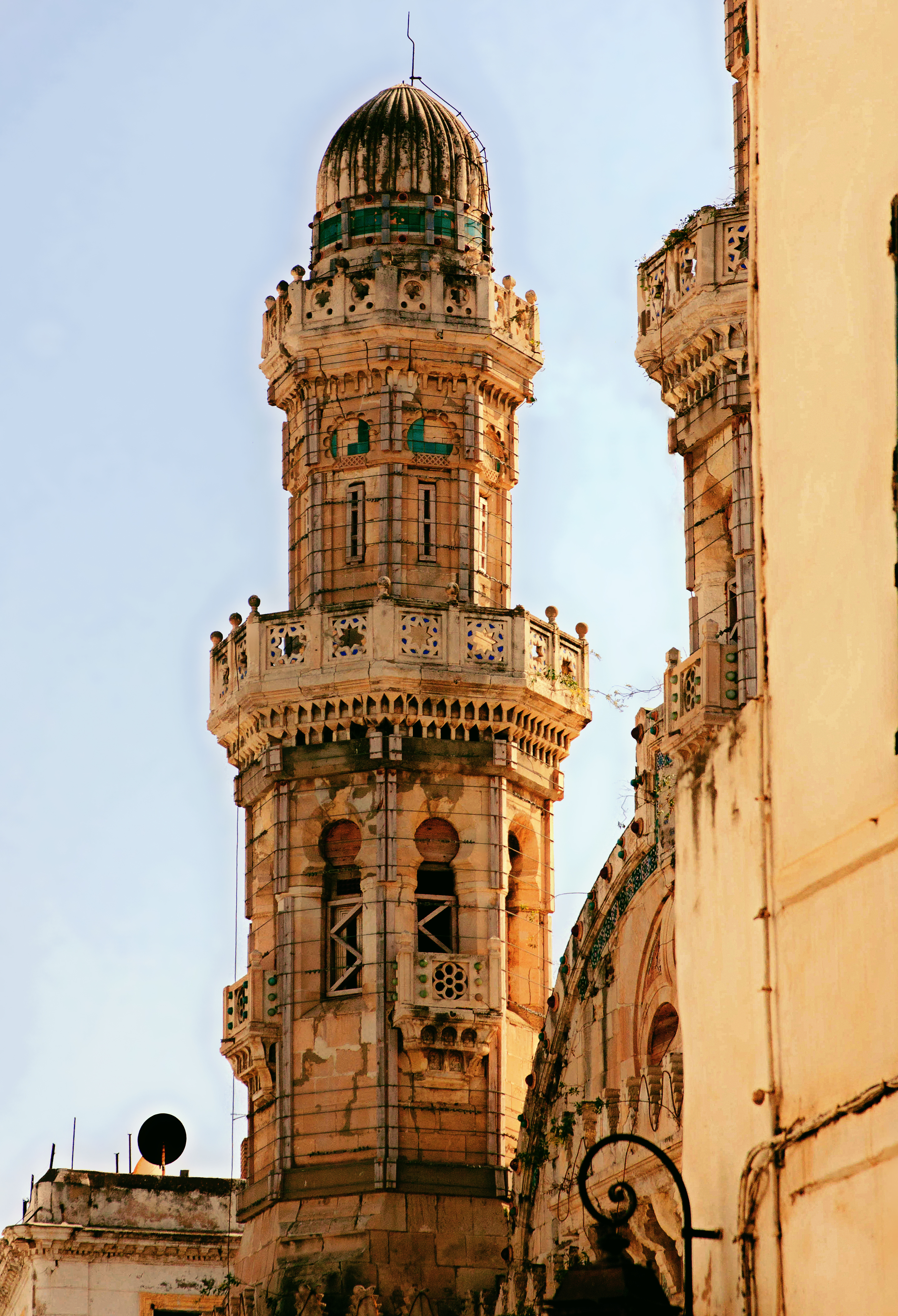
مناره مسجد